# Paratetrapedia nigrispinis
Paratetrapedia nigrispinis är en biart som först beskrevs av Joseph Vachal 1909.  Paratetrapedia nigrispinis ingår i släktet Paratetrapedia och familjen långtungebin. Inga underarter finns listade i Catalogue of Life.